# Julie Pomagalski
Julie Pomagalski (* 10. Oktober 1980 in Saint-Jorioz; † 23. März 2021 in Andermatt, Schweiz) war eine französische Snowboarderin. Ihr größter Erfolg war die Goldmedaille bei den Snowboard-Weltmeisterschaften 1999 im Snowboardcross.

## Werdegang

### Anfänge im Weltcup
Ihr internationales Debüt feierte Pomagalski beim Snowboard-Weltcup am 13. November 1997 in Tignes und erreichte dort den 46. Platz. Bei den Snowboard-Juniorenweltmeisterschaften 1998 in Chamrousse gewann sie den Titel im Riesenslalom. Bei den französischen Meisterschaften 1998 in L’Alpe d’Huez gewann Pomagalski neben dem Titel im Snowboardcross auch Bronze im Riesenslalom. Zur Saison 1998/99 konnte sie ihre Leistungen im Weltcup stetig steigern, Platzierungen unter den besten zehn blieben jedoch aus.

### Erster Weltmeistertitel
Bei den Snowboard-Weltmeisterschaften 1999 in Berchtesgaden wurde sie Weltmeisterin im Snowboardcross. Beim Weltcup in Grächen verpasste sie als Vierte nur knapp ihr erstes Podium. Bei den Snowboard-Juniorenweltmeisterschaften 1999 auf der Seiser Alm landete sie im Parallelriesenslalom auf Rang sechs.
Kurz nach Beginn der Weltcup-Saison 1999/2000 gelang ihr in Zell am See als Zweite im Snowboardcross ihr erstes Weltcup-Podium. Bei den Snowboard-Juniorenweltmeisterschaften 2000 in Berchtesgaden gewann sie neben dem Titel im Parallelriesenslalom auch Bronze im Parallelslalom. Ende Februar erreichte Pomagalski in der japanischen Shiga-Hochebene als Vierte im Riesenslalom erneut ein Top-Resultat. Auch im Snowboardcross in Park City wurde sie Vierte, bevor sie zwei Tage später Zweite im Riesenslalom wurde. Bis zum Saisonende konnte sie keine Top-Platzierungen mehr erreichen. Auch bei den Französischen Meisterschaften 2000 verpasste sie als Fünfte und Sechste eine Verteidigung ihres Titels. Trotz des Leistungseinbruchs zum Saisonende erreichte sie am Ende Rang acht der Weltcup-Gesamtwertung.
In die Weltcup-Saison 2000/2001 startete Pomagalski erst im Januar 2001. Nach nur wenigen Wettbewerben war sie zurück in der Weltspitze und erreichte in Morzine Rang zwei. Bei den Snowboard-Weltmeisterschaften 2001 in Madonna di Campiglio konnte sie an die Leistung von Berchtesgaden 1999 jedoch noch nicht wieder anknüpfen und erreichte in allen drei Disziplinen, in denen sie antrat nur mittelmäßige Platzierungen.

### Erster Weltcupsieg & Olympia
Am 24. Februar 2001 gelang Pomagalski der erste Weltcup-Sieg beim Parallelriesenslalom in Asahikawa. Trotz dieses Erfolges reichte es am Ende der Saison nur zu Rang 21 der Weltcup-Gesamtwertung. In die Saison 2001/02 startete sie erfolgreich mit Rang vier in Valle Nevado. Im Dezember stand sie als Zweite in Whistler wieder auf dem Podium und gewann wenige Tage später am Mt. St. Anne ihren zweiten Weltcup. Nachdem Pomagalski als Zweite in Kreischberg erneut auf dem Podest stand, nahm sie an den Olympischen Winterspielen 2002 in Salt Lake City teil und erreichte im Parallelriesenslalom Rang sechs. Nach den Spielen gelangen ihr im Weltcup bis zum Saisonende noch zwei Podestplätze in Ruka und Tandådalen. Mit diesen belegte Pomagalski am Ende Rang vier in der Weltcup-Gesamtwertung. Ebenfalls Vierte wurde sie in der Riesenslalom-Disziplinenwertung.
Bei den Snowboard-Weltmeisterschaften 2003 in Kreischberg gewann Pomagalski im Parallelriesenslalom die Silbermedaille. Im Parallelslalom wurde sie Zehnte. Kurze Zeit später gewann sie zwei Vorbereitungswettbewerbe für die Winter-Universiade 2003. Am 25. Januar 2003 stand sie im Snowboardcross von Berchtesgaden erneut als Zweite auf dem Podest. Im Februar gewann sie den Weltcup in Maribor. In der Weltcup-Gesamtwertung lag sie nach weiteren Podestplätzen auf Rang sechs.

### Weltcup-Gesamtsieg
In der Saison 2003/04 erreichte Pomagalski bis auf einen Wettbewerb in allen Weltcups eine Platzierung unter den besten zehn. In Alpe d'Huez, Le Grand-Bornand, Sapporo und Bardonecchia gewann sie die Wettbewerbe deutlich. Am Ende stand sie erstmals ganz oben in der Weltcup-Gesamtwertung. In den Disziplinenwertungen erreichte sie ebenfalls Podestplatzierungen, so Rang zwei im Snowboardcross und Rang drei in der Parallelwertung. In der Saison 2004/05 konnte Pomagalski nicht an den Erfolg anknüpfen und verpasste in allen Saisonwettbewerben einen Sieg. Bei den Snowboard-Weltmeisterschaften 2005 in Whistler erreichte sie zwar Top-10-Platzierungen jedoch keine Medaille. So landete sie im Snowboardcross nur auf Rang acht, im Parallelriesenslalom Rang neun und im Parallelslalom Rang fünf. Auch bei den Französischen Meisterschaften 2005 in Alpe d'Huez konnte sie an ihre Vorleistungen nicht anknüpfen und verpasste erneut Medaillen.
Zur Saison 2005/06 konnte Pomagalski bereits im dritten Saisonrennen in Landgraaf wieder einen Weltcup gewinnen. Auch beim Snowboardcross in Whistler war sie erneut erfolgreich. Bei den Olympischen Winterspielen 2006 in Turin erreichte sie im Snowboardcross Rang 23 und im Parallelriesenslalom wie bereits 2002 erneut Rang sechs. Im März 2006 gelang ihr in Lake Placid erneut ein Weltcup-Sieg. Die Saison beendete Pomagalski auf Rang zwei der Weltcup-Gesamtwertung.
Bei den Französischen Meisterschaften 2006 in Isola 2000 gewann sie erneut den Titel im Parallelriesenslalom. Die Saison 2006/07 startete für Pomagalski wechselhaft. In Bad Gastein erreichte sie im Dezember als Dritte wieder einen Podestplatz. Bei den Snowboard-Weltmeisterschaften 2007 in Arosa wurde sie nach einem sechsten Rang im Snowboardcross und Rang acht im Parallelriesenslalom 21. im Parallelslalom.
Nachdem sie bis zum Saisonende keine konstant guten Leistungen mehr erreichen konnte, beendete sie ihre aktive Karriere.

## Erfolge

### Einzelweltcupsiege
| Nr. | Datum             | Ort              | Wettbewerb           |
| --- | ----------------- | ---------------- | -------------------- |
| 1.  | 24. Februar 2001  | Asahikawa        | Parallelriesenslalom |
| 2.  | 14. Dezember 2001 | Mont Sainte-Anne | Parallelriesenslalom |
| 3.  | 8. Februar 2003   | Maribor          | Parallelriesenslalom |
| 4.  | 11. Januar 2004   | L’Alpe d’Huez    | Parallelriesenslalom |
| 5.  | 21. Februar 2004  | Sapporo          | Parallelslalom       |
| 6.  | 11. März 2004     | Bardonecchia     | Snowboardcross       |
| 7.  | 7. Oktober 2005   | Landgraaf        | Parallelslalom       |
| 8.  | 8. Dezember 2005  | Whistler         | Snowboardcross       |
| 9.  | 9. März 2006      | Lake Placid      | Parallelriesenslalom |

## Außerhalb des Sports
Julie Pomagalski war die Enkelin von Jean Pomagalski, dem Gründer des Seilbahnbauers Pomagalski und Konstrukteur eines der ersten modernen Skilifte.
Nachdem Pomagalski bereits während ihrer sportlichen Karriere von 2003 bis 2007 an der Management-Schule Ecole de Management de Lyon (EM Lyon) in Lyon studiert und diese mit dem Master of Science abgeschlossen hatte, arbeitete sie 2012 im Marketing des Tourismusbüros in Méribel, MDP Consulting, sowie ab 2013 bei Les Bonnes Etoiles, einer Beratungsfirma, die sich schwerpunktmäßig mit der Entwicklung von Tourismusregionen beschäftigt.
Sie betrieb Skischule und Skiverleih Prosneige in Méribel.
Pomagalski war Mitglied des Lenkungsausschusses der französischen Ski-Föderation Fédération française de ski (FFS) und  als Mitglied der AISF (Association des Internationaux du Ski Français) Vertreterin der Athleten.

## Tod
Im März 2021 starb sie 40-jährig zusammen mit dem Bergführer Bruno Putelli, als drei von vier Freeridern im freien Gelände am Gemsstock in der Schweiz von einer durch den Abriss eines Schneebrettes entstandenen Lawine erfasst und die beiden verschüttet wurden.